# Патрик 1,5
«Патрик 1,5» (швед. Patrik 1,5) — шведский комедийно-драматический фильм режиссёра Эллы Лемхаген о жизни гей-семьи, затрагивающий проблему взаимного непонимания между родителями и детьми в подростковом возрасте. Обычная семья или гей-пара — все родители так или иначе сталкиваются с проблемами, которые переживают их дети на пути взросления. Гей-родители проходят через испытания гомофобией сына, разрушением семьи, восстановлением семьи и примирением.

## Сюжет
Свен и Ёран — молодая шведская гей-семья, которая переезжает в тихий пригород, чтобы начать новую жизнь и усыновить ребёнка. Тем, что по соседству поселилась пара геев, не все довольны. Но никто при встрече неудовольствия не выражает. Свен уже был женат и у него есть шестнадцатилетняя дочь, с которой он всё никак не может найти общий язык. С бывшей женой у него нормальные отношения, и она иногда приезжает к нему вместе с дочерью.
Ёран устраивается терапевтом местной поликлиники, Свен продолжает работать менеджером в своей фирме. Они подают документы на усыновление, но получают ответ, что законодательство большинства стран не позволяет усыновлять детей однополым семьям, и они могут рассчитывать только на шведского или датского ребёнка, но шансы получить его невелики. Ёран из-за этого очень переживает, ведь он так хотел усыновить ребёнка.
Через некоторое время на их адрес приходит извещение, в котором говорится, что они могут усыновить полуторагодовалого малыша по имени Патрик. Но вместо этого к ним в дом стучится пятнадцатилетний подросток по имени Патрик. Когда же они все вместе едут в социальную службу разобраться, то узнают, что парень имеет несколько приводов в полицию и к своим пятнадцати годам совершил ряд преступлений. Но поскольку идти ему некуда, он остаётся до окончания разбирательств у них дома. Из-за всего этого срывается Свен, который начинает выпивать, да и Патрик в первую ночь напивается и пытается сбежать от них, принимая за педофилов. На следующий день Свен с Ёраном пытаются сдать парня в полицию, но Патрика туда не принимают, так как в этот раз он ничего противозаконного не совершил. Вместо этого арестовали Свена за оскорбление полиции. Ёран пытается наладить с Патриком нормальные отношения. Когда Свен и Ёран приходят в социальную службу, им говорят, что ошибки не было, и этот Патрик — единственная возможность усыновить ребёнка. Ёран, который за несколько дней наладил нормальные отношения с Патриком, решает его оставить, а Свен ссорится с Ёраном по этому поводу и уезжает окончательно.
Выясняется, что Патрик хороший садовник. Он не только начинает ухаживать за цветами у себя во дворе, но и нанимается садовником к соседям. Они вместе со Ёраном начинают бегать по утрам и становятся друзьями. Ёран решает усыновить Патрика, но поскольку Свен ушёл и семьи как таковой теперь нет, то приходится собирать все документы на усыновление заново. Но тут возникает неприятность: появляется семья, которая решает усыновить Патрика. За многие годы ему не могли подобрать семью, и именно в этот момент его решают усыновить. В это время к Ёрану возвращается Свен. Их отношения налаживаются, они снова вместе, да и Патрика Свен воспринимает совсем по-другому. Патрик уезжает в новою семью, но совсем ненадолго, в конце он возвращается к Свену и Ёрану, туда где, по его мнению, его настоящая семья. И все вместе они решают завести собаку.

## В ролях

Свен, Ёран и Патрик

- Скарсгард, Густаф (Gustaf Skarsgård) — Ёран
- Торкел Петерссон (Torkel Petersson) — Свен
- Том Люнгман (Tom Ljungman) — Патрик
- Анника Халлин (Annika Hallin) — Ева (бывшая жена Свена)
- Аманда Давин (Amanda Davin) — Изабель (дочь Свена)
- Якоб Эрикссон (Jacob Ericksson) — Леннарт Юнг (сосед)
- Anette Sevreus (Анетт Севреус) — Луиза Юнг (соседка)
- Mirja Burlin (Миря Бурлин) — Карина Карссон (соседка)
- Antti Reini (Антти Рейни) — Томми Карссон (сосед)
- Anna Wallander (Анна Валландер) — медсестра
- Johan Kylén (Юхан Кюлен) — социальный работник
- Robin Stegmar (Робин Стегмар) — полицейский

## Призы
Фильм демонстрировался в 2008 году на кинофестивале в Торонто, и в 2009 году на Кинофестивале гей и лесби фильмов в Лондоне. Показ «Патрика 1,5» закрывал кинофестиваль гей и лесби кино «Взгляд» в Дублине в августе 2009. На кинофестивале в Рехабот Бич фильм занял 3-е место в номинации «Лучший полнометражный фильм» в ноябре 2009 года.

## Критика
- «„Патрик 1,5“ — очень приятный и хорошо снятый фильм. Его можно было бы смело рекомендовать для просмотра всей семьей, если бы не пара откровенных любовных сцен». (Кристофер Налл)[2]
- «Ловко сочетая сдержанную романтику и мягкий юмор, режиссёр Элла Лемхаген легко и, как бы приветливо подмигивая, затрагивает тяжелые темы, в том числе такую деликатную тему, как сексуальная ориентация». (Джэннет Кэтсоулис)[3]